# 케타
케타(영어: Keta)는 가나 남서부 해안에 위치한 도시로, 케타 지역특구의 중심도시이다. 대표 지형으로 케타 석호가 존재하며, 석호수의 염도는 매우 높다. 람사르 협약으로 지정된 대표적인 가나의 습지이자 바다거북의 번식지이다.